# クレステッド ビュート・マウンテン リゾート
クレステッドビュート・マウンテンリゾートはアメリカ合衆国コロラド州ガニソン郡のマウント・クレステッドビュートの町に位置するスキー場である。

## 歴史
1960年、フレッド・ライスとディック・エフリンの二人はクレステッドビュート山の牧場を購入した。その翌年、アメリカ森林局からリゾート建設の認可を受け、同山のリゾート建設を始めた。Tバー式リフトを含め、最初の何本かのリフトはベースエリアに設置された。最初の10年間は苦労の連続であったという。
1963年、クレステッドビュートは、ベースエリアから現在のハイリフトの下方付近までを縦に延びるゴンドラを建設し、1962年にオープンしたベイル・スキーリゾートに続き、コロラド州で2番目にゴンドラ運行を実施したリゾートとなった。しかし、このカルヴァロ・サビオ社製の3人乗りゴンドラ「シルバークイーン」には、室内が窮屈な上に、キャビン同士が頻繁に衝突し合うという悪評があったが、1973年の夏に、フード付きペア・チェアリフトに一新された。その他に導入されたリフトとしては、バックリー・トレーニング・ヒルへのアクセスであるドッペル・マイヤー・Tバーである。
1969年には、シルバークイーン・ゴンドラの補助を目的に、ペアチェアリフト「ツイスター」（リブレット社(英語)製）が新設され、山の西斜面の上級者・超上級者コースがオープンした。その後、ツイスターはシルバークイーン・ゴンドラやパラダイス・クワッドリフトの導入により、散発的にしか運行されなくなり、ついには2013年に廃止された。
1973年には古いゴンドラに代わりに、フード付きペアチェアリフトが登場し、その後の20年間、ベースエリアからの主要なアクセス手段として利用された。更には、麓エリアのシルバークイーン・リフトとTバー・リフトとの間の初級者レッスン・エリアに、「ピーチツリー」ペアチェアリフトが追加された。同リフトは現在も運行している。
1979年には山の北側に、「ティオカリ」ペアチェアリフト（リブレット社製）が新設され、それにより、新たな中級者コースにアクセスできるようになった。また、パラダイス・ボウルへのアクセス用にペアリフトがもう一機追加され、ツイスターの東側とその下方のイーストリバー・エリアに中級者🟦エリアがオープンした。
1982年、ベースエリアから延びるキーストーン・ペアリフトに代わり、トリプルチェアリフト（ポーマ社製）が追加され、山の下部エリアに初級者・中級者コースがオープンした。
またその翌年1983年には、リゾート拡張の一環として、「ゴールドリンク」と「ペインターボーイ」の２本のトリプルチェアリフトが増設されたことにより、山の北側にある初級者・中級者向け🟦エリアが広範囲にわたってオープンした。
また1987年には、待望の円盤バー（ポーマ社製）「ノースフェイス」リフトが設置され、イーストリバー・エリア上方の北壁エクストリーム◆◆シュートへのアクセスが可能になった。
1991年には、ドッペル・マイヤーによって「ハイ・リフト」と呼ばれる、パラダイス・ボウル上方にあるヘッドウォール◆◆シュートへのアクセスを可能にするＴバーが新設され、リゾート上部のさらなる上級者向けエリアも楽しめるようになった。
1992年、クレステッドビュートは高速リフト市場に参入し、フード付き（ポーマ社製）シルバークイーン・ペアチェアリフトを、高速クワッドリフトに一新した。その際、旧リフトでもアクセスできていたエリアも含め、ハイリフトへのア連携を強化すべく、新リフトの位置を、旧リフトの位置より少しずらして設置した。そのおかげで、同リフトを経由して、山のその他のエリアにアクセスできるようになった。
その2年後1994年、パラダイス・ペアリフトが別の高速クワッドリフトに置き換わった。
1997年には、キーストーン・トリプルリフトも高速クワッドリフトに置き換えられた。その際に、取り外した旧トリプルチェアはイーストリバーで再利用された。
2004年、クレステッドビュートは新たにトリプルピーク社に買収された。その際に「キーストーン」から「レッドレディ」エクスプレスのリフト名に変更され、ノースフェイス・リフトの円盤はＴバーに変更された。また、ペインターボーイ・エリアに固定式グライダーの「プロスペクト」リフトが新設されたことにより、ゴールドリンクの東側のエリアに新たな滑走領域が開拓された。また、そのことにより、同エリアにてスキーイン・スキーアウト（コンドミニアムなどにスキーでアクセスすること）が可能になった。
2005年には、バックリーTバーに代わり、もう一基の固定式の「ウェストウォール」クワッドチェアリフトが設置された。
2006年には、イーストリバー・トリプルリフトは、高速クワッドリフトに置き換えられた。
2008年、CNLライフスタイル・プロパティーズ社がトリプルピークス社が所有していた同リゾート物件を買収したが、その後も運営はトリプルピークス社がリース契約に基づいて継続した。
2016年には、CNL社はトリプルピークス社運営の同物件をオクジフ・キャピタル・マネジメント社に売却した。
2018年6月4日、ベイルリゾートがクレステッドビュート・マウンテンリゾートの買収計画を発表。
2019年、テオカリ・リフトは、固定グリップ式のクワッドチェアリフト（スカイトラック社製）に置き換わり、その際レッドレディー・エクスプレス・リフトの頂上エリアへアクセスできるように再配置された。
2021年、このリゾートの最後のペアチェアリフトであったピーチツリー・リフトがトリプルチェアリフト（スカイトラック社製）に一新された。

## ゲレンデ情報
クレステッドビュートのベースエリアは山の西端に設置されている。初級者コースまた初中級者コースへは、同エリア内のスキーレッスン用のピーチツリーとウエストウォールとの2基のペアリフトでアクセスできる。
ベースエリアの北端にある2本の高速クワッドリフトの内の1本を利用すれば、山のほぼ全域にアクセスできる。北側のレッドレディー・エクスプレスリフトを使えば、初級者向け🟢コースをはじめ、山の北側に位置するエリアやペインターボーイ界隈へもアクセスできる。その南側には、シルバークイーン・エクスプレスリフトがあり、山麓から「ザ・ピーク」の下付近まで上がって来れる。シルバークイーン・エクスプレスリフトは、中上級者向けコースや、「インターナショナル」コースなど上級者向け◆コースにアクセスできる。シルバークイーンリフトの頂上からパラダイスボウルへ行くには、連絡通路を利用する。さらには、シルバークイーン・リフトからは山の南側に数多く設置されている超上級者向け◆◆シュート「フォレスト」や「ピール」などにもアクセスできる。
シルバークイーン・エクスプレスリフトの頂上の上部、またパラダイスボウルの上部には超上級者向け◆◆の「ヘッドウォール」シュートがある。これらのシュートへ行くには、標高3,620m（1,875フィート）の地点から延びる、シルバークイーン頂上駅の少し下方に位置する「ハイリフト」Ｔバーを利用する。また、ハイリフトの頂上から少しハイクして上がれば、展望的な「ザ・ピーク」からも滑れる。ハイリフトは、頂上駅まで行く必要のない場合は、その中腹駅で途中下車できる。ベースエリアからハイリフトへ行くには、シルバークイーン・エクスプレスリフトを使い、その頂上からハイリフト乗り場に下るカットオフ・ルートを利用する。シルバークイーンとハイリフトの両方を利用すれば、そのＴバーでアクセスできる、ほぼ全てのシュート◆◆を楽しめる。
ヘッドウォール・エリアの下方には、そのほぼ全域が中級者向け🟦のパラダイス・ボウルがあり、フォレストクイーンやルビーチーフなど多くの中級者向け🟦コースを楽しめる。さらにそこでは中級者も、通常は上級者コースのみに存在していそうな、すり鉢状のボウル斜面を滑走できる。また、第3高速クワッドチェアのパラダイス・エクスプレスリフトを利用すれば、パラダイス・エリアはもちろん、NASTARレース・コースやスキークロス・コース（同コースは数年間、テレインパークに置かれていた）へもアクセスできる。また、パラダイスボウルの混雑時には、その回避策として、初中級者向けの「テオカリ」ペアリフトを利用して、パラダイスエリア西側のコースを楽しめる。
また、パラダイス・エクスプレスリフトからは、パラダイス・ボウルの東に設置されているエクストリーム斜面への登竜門、ノースフェイスＴバーリフト（通称：NFL）へもアクセスできる。これらの超上級者向けシュート◆◆はかなり離れたところに位置しているため、もう一度戻って来るには、「イーストリバー」＋「パラダイス」＋「ノースフェイス」の3本のリフトを経由する。
イーストリバー・エクスプレスリフトでアクセスできるエリアには、「フローレスタ」や「ブラックイーグル」などのさらなる中級者コース🟦だけでなく、そこからはパラダイスボウル下部から派生する何本かの延長コースにも連結している。またそこには、延々とコブが続く「レゾレクション」コースがある。また、ノースフェイス・リフト経由でエクストリーム◆◆シュートを滑走したライダーたちは皆、このイーストリバー・リフトを使って、パラダイス・エリアへ戻る。イーストリバーエリアは、山の裏手に位置しており、麓エリアからかなり離れているが、ベースエリアに戻るにはパラダイスリフトを利用するとよい。
レッドレディの北側の小さな丘には、「ペインターボーイ」というトリプルチェアリフトが設置されており、そこには初級者🟢・中級者🟦エリアが広がっている。そこへ行くには、レッドレディ・リフトを利用するか、他エリアからもアクセスできる。また、その北西部にはゴールドリンク・リフトが設置されており、そこでは、初中級者向け🟢🟦のコースやスーパーパイプ（2009年まではパラダイスボウル内のケーナンコースにあった）を楽しめる。また、そこには、プロスペクト・クワッドチェアリフト（固定グリップ式）も設置されており、それを使えば、ゴールドリンクの東のさらなる斜面へアクセスできる。

### 地形の向き
- 北斜面: 45%
- 西斜面: 45%
- 東斜面: 10%

## リゾートの現在

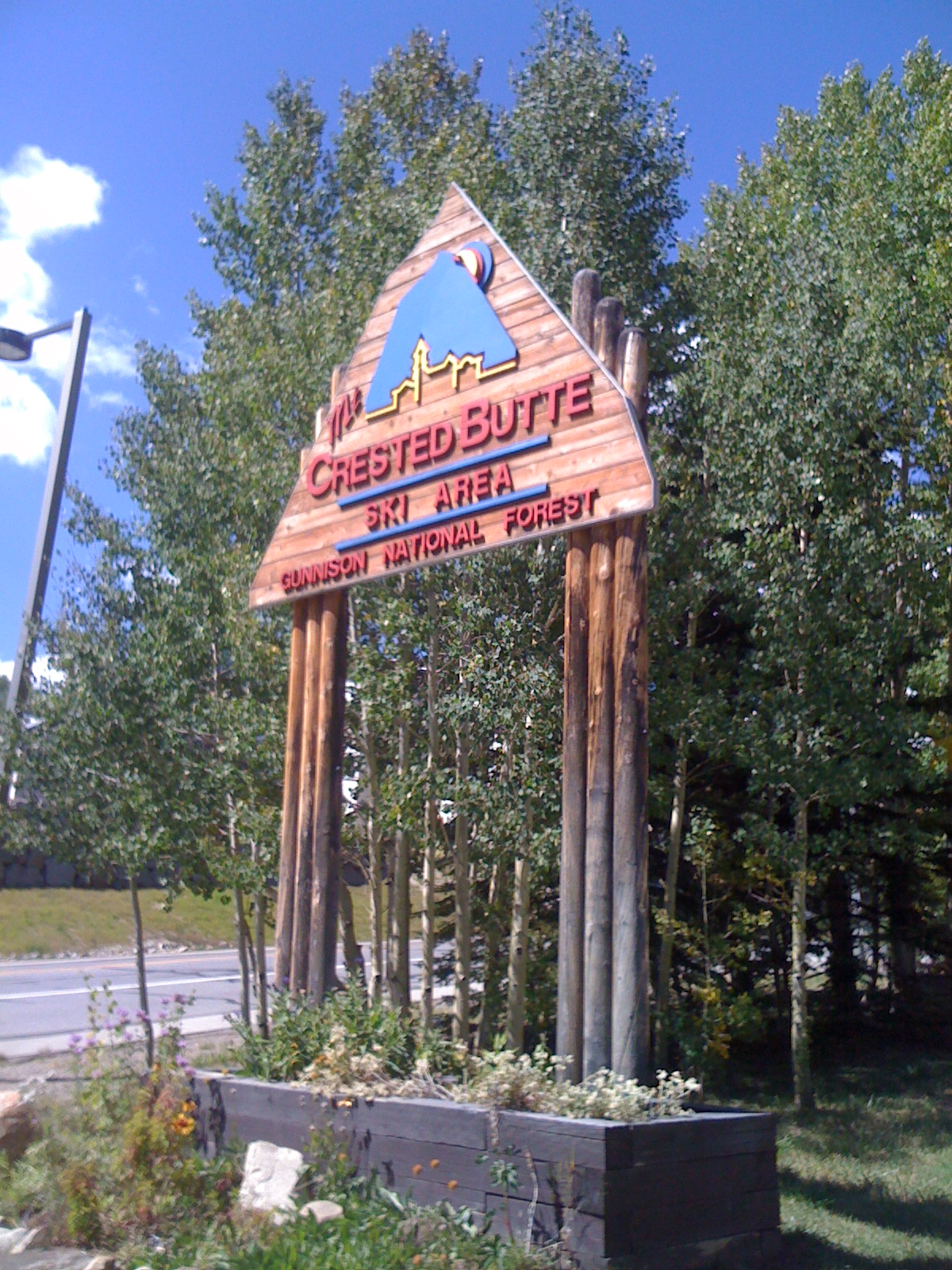
コロラド州の州道135号線上にある町マウント・クレステッドビュートに位置するクレステッドビュート・マウンテンリゾート

過激で多様な斜面を楽しめることで知られるこの山は、フリースキーとテレマークスキーのエクストリーム競技を初めてスタートさせたことで、スキー業界に革命をもたらした。そのため、フリースキー発祥の地の1つと見なされている。また、クレステッドビュートは、セス・モリソンなど多くの革命的スキースターらを輩出してきた。FISアルペンスキー・ワールドカップと冬季オリンピックの出場選手ウェンディ・フィッシャーや、エクストリームスポーツ映画制作会社のマッチスティック・プロダクションズもここを本拠地にしている。
このようにクレステッドビュート・マウンテンリゾートは、よりテクニカルな長距離◆コースや、ノースフェイスやヘッドウォール・エリアなどの名のあるエクストリーム◆◆斜面があるということで、冒険者向けのスキーリゾートとして脚光を浴びているが、その陰には、快適に整備された初級者🟢向けまた中級者🟦向けコースも多数設置されている。また、リゾート内には、リフトでアクセスできるゲレンデ内のレストランが３件設置されている。
この山での夏のアクティビティといえば、ハイキング、ディスクゴルフ、リフトでアクセスできるマウンテンバイクなどがある。また、クレステッドビュートの町はコロラド州の「マウンテンバイクの発祥の地」としても知られているが、リゾート内にはリフトを利用して楽しめるマウンテンバイクのダウンヒルコースも設置されており、夏のライディングの目玉として、人気がある。

## 参照
- コロラド州クレステッドビュート
- コロラド州ガニソン郡
- コロラド州
- ロッキー山脈